# Ястшембе (Бродницький повіт)
Ястшембе (пол. Jastrzębie, нім. Jastrzembie) — село в Польщі, у гміні Бартничка Бродницького повіту Куявсько-Поморського воєводства.
Населення — 659 осіб (2011).
У 1975-1998 роках село належало до Торунського воєводства.

## Демографія
Демографічна структура станом на 31 березня 2011 року:
|          | Загалом | Допрацездатний вік | Працездатний вік | Постпрацездатний вік |
| -------- | ------- | ------------------ | ---------------- | -------------------- |
| Чоловіки | 323     | 71                 | 227              | 25                   |
| Жінки    | 336     | 74                 | 181              | 81                   |
| Разом    | 659     | 145                | 408              | 106                  |